# Ulf Wittrock
Ulf Claes Tomas Wittrock, född den 8 april 1920 i Västerås, död den 9 maj 1999 i Uppsala, var en svensk litteraturhistoriker. Han var son till Georg Wittrock. 
Wittrock blev filosofie doktor i Uppsala 1954 och docent i litteraturhistoria vid Uppsala universitet 1953. Han var universitetslektor 1962–1986. Wittrock var litteraturkritiker i Upsala Nya Tidning från 1948, sekreterare i Svenska litteratursällskapet och redaktör för Samlaren från 1961. Han utgav Ellen Keys väg från kristendom till livstro (doktorsavhandling 1953), Marika Stiernstedt (1959), Dikt och data. Litteraturhistoria för gymnasiet (tillsammans med Olof Nordberg 1967) och Svensk litteratur 1890–1960 (i Nordens litteratur II 1972). Ulf Wittrock är begravd på Uppsala gamla kyrkogård.